# Iglesia de Nuestra Señora de la Asunción (Corral de Almaguer)
La iglesia de Nuestra Señora de la Asunción es un monumento de la localidad española de Corral de Almaguer, en la provincia de Toledo.

## Descripción
La iglesia parroquial de Nuestra Señora de la Asunción se ubica en la localidad toledana de Corral de Almaguer, en Castilla-La Mancha. Cuenta con el estatus de Bien de Interés Cultural.
La fundación del templo se cree que puede datar en el siglo XI, cuando la Orden de Santiago construyó numerosas iglesias en la región. Consta de tres naves desarrolladas en seis tramos, un tramo mayor de crucero y seis capillas distribuidas de una forma irregular. El interior produce un efecto armonioso por su proporcionada arquitectura. En el altar mayor hay un retablo barroco de columnas salomónicas presidido por un lienzo de gran tamaño, que representa a la Asunción de la Virgen. En el mismo estilo barroco puede destacarse la caja del órgano, bellamente policromada, pero bastante mutilada. La portada principal, que es la portada lateral del sur, se trataría de un notable ejemplo del plateresco toledano.

## Estatus patrimonial
El 29 de diciembre de 1981 fue declarada monumento histórico-artístico, mediante un real decreto publicado el 24 de marzo de 1982 en el Boletín Oficial del Estado, con la rúbrica de Juan Carlos I y de la entonces ministra de Cultura Soledad Becerril. En la actualidad está considerada Bien de Interés Cultural.